# Iron Man 2
Iron Man 2 è un film del 2010 diretto da Jon Favreau.
Basato sul personaggio di Iron Man di Marvel Comics, è il terzo film del Marvel Cinematic Universe (MCU) e sequel del film Iron Man (2008).
Prodotto dai Marvel Studios e distribuito dalla Paramount Pictures. Scritta da Justin Theroux, la pellicola è interpretata da Robert Downey Jr., Gwyneth Paltrow, Don Cheadle, Scarlett Johansson, Sam Rockwell, Mickey Rourke e Samuel L. Jackson.
Il film segue le vicende del miliardario Tony Stark, che dopo aver rivelato di essere Iron Man è stato invitato dal governo statunitense a consegnare ai militari la sua armatura; nel frattempo lo scienziato russo Ivan Vanko prepara la sua vendetta nei confronti di Stark. Una parte della trama del film è basata su quella del fumetto Iron Man: il demone nella bottiglia.

## Trama
A Mosca, Anton Vanko, in punto di morte, consegna a suo figlio Ivan il progetto del Reattore Arc, che aveva inventato insieme a Howard Stark. Ivan inizia dunque a costruire un reattore simile a quello di Tony Stark e pianifica la sua vendetta nei suoi confronti.
Nel frattempo, Tony inaugura la Stark Expo, una grande esposizione nella quale i migliori uomini del mondo metteranno insieme idee e risorse. Intanto l'inventore tiene all'oscuro tutti del fatto che sta per morire, poiché il suo sangue è intossicato dal palladio che alimenta il Reattore Arc che ha nel petto. Secondo i calcoli di J.A.R.V.I.S., non c'è un altro elemento chimico conosciuto in grado di alimentare il reattore. Compresa la gravità della situazione, Tony nomina la segretaria Pepper Potts amministratore delegato delle Stark Industries. Tony, Pepper e Natalie Rushman, la nuova assistente di Pepper, si recano nel Principato di Monaco per assistere a una corsa automobilistica. Lì Tony incontra Justin Hammer, proprietario delle Hammer Industries, compagnia rivale delle Stark Industries. Tony decide di prendere parte alla corsa gareggiando su una vettura della sua scuderia. La corsa viene però interrotta da Ivan Vanko che, vestito da steward, entra nel tracciato e colpisce la vettura di Tony con delle potenti fruste elettriche alimentate dal Reattore Arc che aveva costruito. Pepper e Happy Hogan, la guardia del corpo di Tony, entrano nel circuito per consegnare a Iron Man la sua nuova armatura. Indossatala, Tony riesce a rendere inoffensivo e a far arrestare Vanko.
Tony incontra Vanko in prigione, con quest'ultimo che preannuncia all'inventore una morte dolorosa. Tornato in patria, Tony scopre che Ivan è figlio di Anton Vanko, un fisico che aveva lavorato insieme a suo padre al Reattore Arc. Tuttavia, Vanko vedeva tale progetto solo come un modo per arricchirsi e per questo fu fatto deportare in Unione Sovietica dallo stesso Stark. Successivamente, Justin Hammer fa evadere Vanko di prigione e lo convince a lavorare per lui a delle nuove armature. Intanto la salute di Tony peggiora e, in occasione di quella che potrebbe essere la sua ultima festa di compleanno, si ubriaca con indosso la propria armatura. Il suo migliore amico, James Rhodes, si infuria per il comportamento sconsiderato di Tony: indossata un'armatura, Rhodes combatte contro Tony, per poi fuggire consegnando la corazza all'esercito, la quale viene fatta potenziare da Justin Hammer in modo da essere pronta per una presentazione alla Stark Expo, insieme al nuovo esercito creato da Ivan Vanko, il quale ha convinto Hammer a puntare su droni da combattimento.
Nel frattempo, Tony incontra Nick Fury, il quale, dopo avergli rivelato che Natalie Rushman è in realtà l'agente Natasha Romanoff, fornisce a Tony i vecchi appunti e alcuni filmati di Howard Stark; grazie a quelli Tony scopre un nuovo elemento, il quale, una volta inserito nel reattore, ripulisce completamente il suo sangue salvandogli la vita. Dopo aver ricevuto una chiamata da Ivan Vanko, Tony vola con la sua nuova armatura alla Stark Expo, dove Hammer sta presentando i suoi nuovi droni, insieme all'armatura potenziata di Rhodes. Vanko prende da remoto il controllo dell'armatura di Rhodes e dei droni. Tony è costretto a combattere contro il suo migliore amico, finché l'agente Romanoff e Happy raggiungono lo stabilimento delle Hammer Industries costringendo Vanko a scappare. Romanoff riesce a sbloccare l'armatura di Rhodes, il quale insieme a Tony elimina tutti i droni. A quel punto vengono raggiunti da Vanko che, dotato di un'armatura armata con due fruste elettriche, li affronta mettendoli in difficoltà. Unendo le forze, Tony e Rhodes riescono a sconfiggere Vanko, il quale prima di morire fa esplodere i droni; Tony salva appena in tempo Pepper, con la quale scambia un bacio. Nel frattempo, Justin Hammer viene arrestato.
A scontro concluso, Fury comunica a Tony che al momento viene ritenuto inadeguato per l'iniziativa Vendicatori, ma che l'inventore potrebbe comunque fare da consulente. Per la loro impresa eroica, Tony e Rhodes ricevono una medaglia. 
Nella scena dopo i titoli di coda, l'agente Coulson, in mezzo a un cratere nel deserto, avvisa Nick Fury di aver trovato il martello di Thor.

## Personaggi
- Tony Stark / Iron Man, interpretato da Robert Downey Jr.: un ingegnere che costruisce un'armatura high-tech che indossa lui stesso. Davin Ransom interpreta Tony Stark da bambino.
- Pepper Potts, interpretata da Gwyneth Paltrow: la segretaria personale di Tony, promossa a CEO delle Stark Industries.
- James Rhodes / War Machine, interpretato da Don Cheadle: il miglior amico di Tony, colonnello dell'Air Force. In questo capitolo indossa un'armatura potenziata con delle armi e chiamata War Machine.
- Natasha Romanoff / Vedova Nera / Natalie Rushman, interpretata da Scarlett Johansson: viene assunta da Tony come nuova segretaria, in realtà è un agente dello S.H.I.E.L.D., dal nome in codice "Vedova Nera", sotto copertura.
- Justin Hammer, interpretato da Sam Rockwell: il rivale di Tony Stark e proprietario delle Hammer Industries.
- Ivan Vanko / Whiplash, interpretato da Mickey Rourke: un russo pronto a vendicarsi di Tony colpevole, secondo lui, di aver rubato la tecnologia di suo padre. Indossa due armature nel corso della pellicola. Per prepararsi al suo ruolo, Mickey Rourke ha visitato una prigione in Russia.[2]
- Nick Fury, interpretato da Samuel L. Jackson: il direttore dello S.H.I.E.L.D..

Inoltre Clark Gregg interpreta Phil Coulson, agente dello S.H.I.E.L.D. incaricato di sorvegliare Tony, Garry Shandling interpreta il Senatore Stern, un senatore pronto a far consegnare l'arma "Iron Man" al governo degli Stati Uniti d'America, Jon Favreau interpreta Happy Hogan, guardia del corpo e autista di Tony Stark, Leslie Bibb interpreta Christine Everhart, giornalista di Vanity Fair, John Slattery interpreta Howard Stark, il padre di Tony, Tim Guinee interpreta il maggiore Allen dell'Air Force, Jack White interpreta Jack, braccio destro di Justin Hammer, Eugene Lazarev interpreta Anton Vanko, il padre di Ivan. Nel film compaiono numerosi camei: Max Favreau interpreta Peter Parker, il futuro supereroe noto come Spider-Man, Stan Lee, il co-creatore di Iron Man, interpreta Larry King, DJ AM, al secolo Adam Goldstein, interpreta se stesso nella sequenza del compleanno di Stark; al disc jockey, morto improvvisamente dopo la fine delle riprese, è dedicata la pellicola, Olivia Munn interpreta il breve ruolo di Chess Roberts, la reporter che si occupa della Stark Expo, Kate Mara interpreta brevemente il ruolo di uno sceriffo federale, i giornalisti Bill O'Reilly e Christiane Amanpour interpretano loro stessi in alcune piccole sequenze dei servizi televisivi, Margy Moore interpreta brevemente il ruolo di Bambi Arbogast, l'attore Seth Green appare velocemente all'uscita della Stark Expo, Elon Musk interpreta se stesso in un cameo di circa dieci secondi ambientato a Montecarlo. Inoltre, nella versione originale, la voce di J.A.R.V.I.S. è dell'attore Paul Bettany.

## Produzione

### Sviluppo

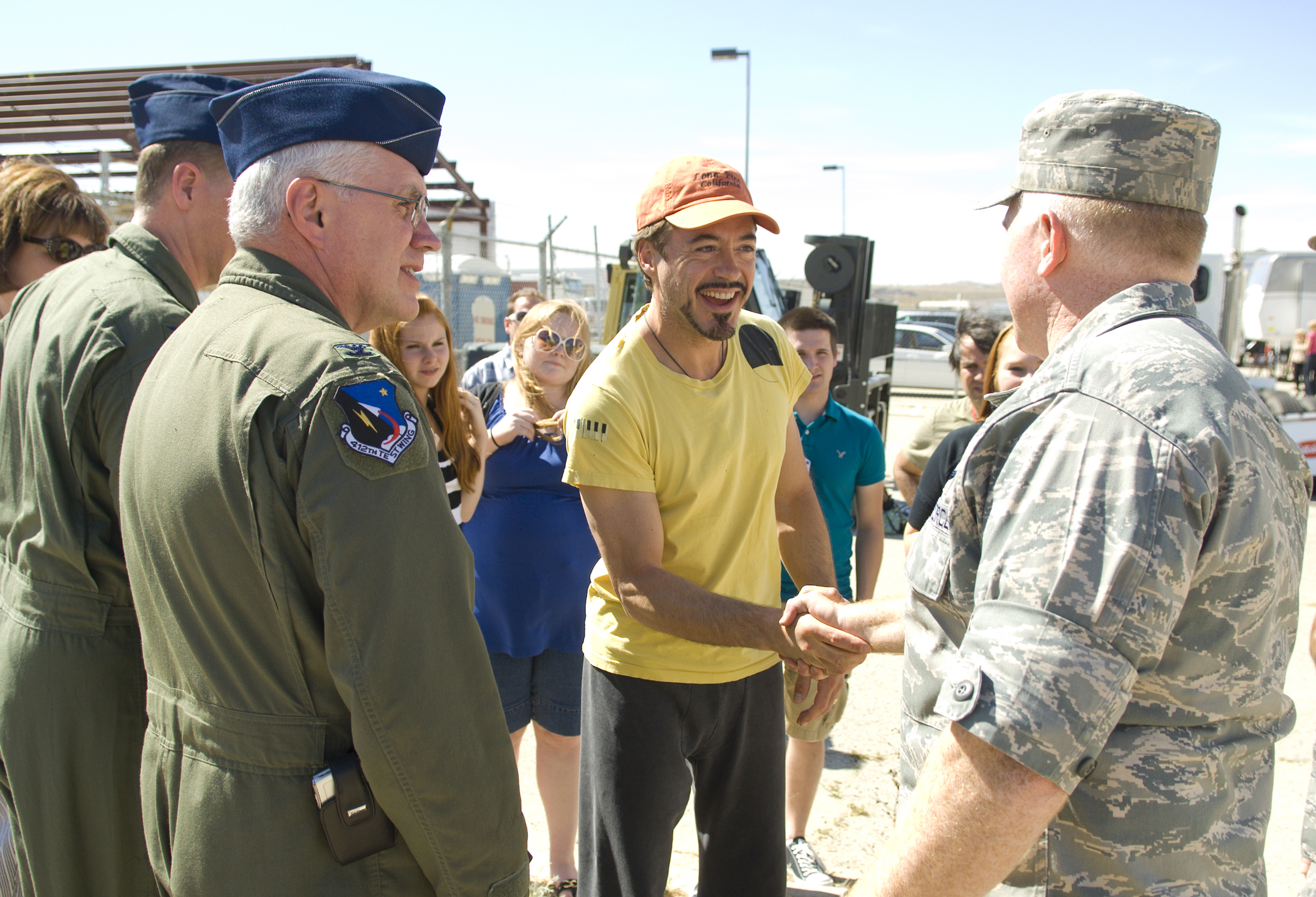
Robert Downey Jr. sul set del film insieme alla Edwards Air Force

Subito dopo la distribuzione di Iron Man, la Marvel annunciò che stava sviluppando un sequel, con l'intenzione di distribuirlo il 30 aprile 2010. Nel luglio 2008, dopo vari mesi di negoziazioni, Jon Favreau firmò per dirigere anche il sequel. Contemporaneamente Justin Theroux accettò di scrivere la sceneggiatura, che sarebbe stata basata su una storia scritta da Favreau e Robert Downey Jr.; Theroux era stato già sceneggiatore di Tropic Thunder, con Downey fra i protagonisti, e Downey, che lo stimava, lo aveva raccomandato alla Marvel.
Nell'ottobre 2008, Don Cheadle fu scelto per sostituire Terrence Howard. Entertainment Weekly rivelò che Favreau non si era trovato bene a lavorare con Howard in occasione del primo film, dovendo spesso rigirare e tagliare le scene che lo riguardavano; inoltre quando Favreau e Theroux decisero di ridurre il suo ruolo nel film, la Marvel iniziò a discutere con Howard di una riduzione di salario, che alla fine condusse a una rottura dei rapporti. Nel novembre 2013, Howard rivelò che gli avevano offerto troppo poco, per potere poi aumentare il salario del protagonista, e che i produttori gli avevano detto che il secondo film sarebbe stato un successo anche senza di lui.
Nel gennaio 2009, Mickey Rourke e Sam Rockwell entrarono in trattativa con la Marvel per interpretare gli antagonisti principali del film. Pochi giorni dopo, Rockwell confermò che avrebbe interpretato il ruolo di Justin Hammer. Nel frattempo la Marvel provò a proporre a Emily Blunt il ruolo della Vedova Nera, ma l'attrice non ha potuto accettare per altri impegni lavorativi. Samuel L. Jackson arrivò invece ad un accordo con la Marvel, dopo lunghe e complicate trattative, per riprendere il ruolo di Nick Fury, già interpretato al termine del primo film, e alla fine firmò per interpretare il personaggio in almeno nove film. Downey e Rourke avevano discusso del film ai Golden Globe del 2009, e successivamente Rourke si era incontrato con Favreau e Theroux per discutere del suo ruolo; Rourke stava però per rifiutare l'offerta iniziale della Marvel di 250.000 dollari, ma l'offerta venne aumentata e a marzo Rourke accettò di prendere parte al film. Lo stesso giorno Scarlett Johansson firmò per interpretare il ruolo della Vedova Nera, con l'opzione di partecipare a più film della Marvel, fra cui anche The Avengers.

### Riprese
Le riprese sono iniziate il 5 aprile 2009 a Pasadena e si sono concluse il 28 agosto dello stesso anno. La maggior parte delle riprese si è svolta ai Raleigh Studios a Manhattan Beach. Altre scene sono state girate alla Edwards Air Force Base, nel Principato di Monaco e al Sepulveda Dam.

## Colonna sonora
La colonna sonora del film è stata distribuita in commercio come Iron Man 2: Original Motion Picture Score il 20 luglio 2010, con 25 tracce. John Debney ha composto la colonna sonora con Tom Morello. Sono presenti anche alcuni brani degli AC/DC, distribuiti insieme all'album ufficiale.
Inoltre, l'inno della Stark Expo, Make way for tomorrow today, è stato composto da Richard M. Sherman.

## Promozione
Durante il San Diego Comic-Con International, che si è tenuto tra il 23 e il 26 luglio 2009, è stato presentato il primo trailer del film.

## Distribuzione

### Data di uscita
Il film è stato distribuito nelle sale cinematografiche italiane il 30 aprile 2010, mentre negli Stati Uniti è uscito il 7 maggio.

### Edizione italiana
La direzione del doppiaggio e i dialoghi italiani sono stati curati da Marco Guadagno.

### Edizioni home video
Il film è stato distribuito in home video il 28 settembre 2010 in edizione DVD e Blu-ray Disc dalla Paramount Home Entertainment (in Italia il 5 ottobre). Nel 2013 è uscita una riedizione curata dai Walt Disney Studios Home Entertainment.

## Accoglienza

### Incassi
Iron Man 2 ha ottenuto un incasso pari a 312433331 $ in Nord America e 311500000 $ nel resto del mondo, per un incasso mondiale di 623933331 $, a fronte di un budget di produzione di 200 milioni di dollari.
Il film è il settimo maggior incasso mondiale del 2010 e il terzo maggiore incasso nel Nord America del 2010.

### Critica
Il film ha generalmente ricevuto recensioni positive dalla critica cinematografica. L'aggregatore di recensioni Rotten Tomatoes riporta una percentuale di gradimento del 72% con un voto medio di 6,5 su 10, basandosi su 305 recensioni; il consenso critico del sito recita: "Non è proprio la boccata d'aria fresca che era Iron Man, ma questo sequel si avvicina con performance solide e una trama ricca di azione". Su Metacritic ha un punteggio di 57 su 100 in base a 40 recensioni.

## Riconoscimenti
- 2011 – Premio Oscar[30]
  - Candidatura ai migliori effetti speciali a Janek Sirrs, Ben Snow, Ged Wright e Dan Sudick
- 2010 – Satellite Award
  - Candidatura ai migliori effetti visivi
- 2010 – Scream Award
  - Miglior attrice in un film di fantascienza a Scarlett Johansson
  - Miglior cattivo a Mickey Rourke
  - Miglior supereroe a Robert Downey Jr.
  - Candidatura all'urlo finale
  - Candidatura al miglior film di fantascienza
  - Candidatura alla miglior attrice in un film di fantascienza a Gwyneth Paltrow
  - Candidatura al miglior attore in un film di fantascienza a Robert Downey Jr.
  - Candidatura al miglior attore non protagonista a Don Cheadle
  - Candidatura al miglior cameo a Stan Lee
  - Candidatura al miglior gruppo di attori
  - Candidatura al miglior scontro mortale dell'anno (Battaglia finale: Iron Man e Rhodes contro Ivan Vanko e i droni)
  - Candidatura al miglior film tratto da un fumetto
- 2010 – Teen Choice Awards
  - Candidatura al miglior cattivo a Mickey Rourke
  - Candidatura al miglior attore di film sci-fi/fantasy a Robert Downey Jr.
  - Candidatura alla miglior attrice in un film sci-fi/fantasy a Gwyneth Paltrow
  - Candidatura alla miglior attrice in un film sci-fi/fantasy a Scarlett Johansson
  - Candidatura al miglior combattimento in un film a Robert Downey Jr. e Don Cheadle
  - Candidatura alla miglior scena di ballo in un film a Robert Downey Jr.
- 2010 – Visual Effects Society
  - Candidatura all'Outstanding Visual Effects in a Visual Effects Driven Feature Motion Picture a Ben Snow, Ged Wright, Janek Sirrs e Susan Pickett
  - Candidatura all'Outstanding Created Environment in a Live Action Feature Motion Picture (Esposizione Stark)
  - Candidatura all'Outstanding Models & Miniatures in a Feature Motion Picture a Bruce Holcomb, Ron Woodall, John Goodson e John Walker (Droni militari della Hammer)
- 2011 – BET Awards
  - Candidatura al miglior attore non protagonista a Don Cheadle
- 2011 – MTV Movie & TV Awards[31]
  - Candidatura al miglior cattivo a Mickey Rourke
  - Candidatura al superduro a Robert Downey Jr.
- 2011 – E! People's Choice Awards
  - Candidatura al film preferito
  - Candidatura all'attore preferito in un film a Robert Downey Jr.
  - Candidatura alla star preferita di un film d'azione a Robert Downey Jr.
  - Candidatura al film d'azione preferito
  - Candidatura al team preferito in un film a Robert Downey Jr. e Don Cheadle
- 2011 – Saturn Award[32]
  - Candidatura al miglior film di fantascienza
  - Candidatura al miglior attore a Robert Downey Jr.
  - Candidatura alla miglior attrice non protagonista a Scarlett Johansson
  - Candidatura ai migliori effetti speciali a Janek Sirrs, Ben Snow, Ged Wright e Dan Sudick

## Altri media
Dal film è tratto un videogioco della SEGA, Iron Man 2.

## Sequel
Il sequel Iron Man 3 è uscito negli Stati Uniti il 3 maggio 2013 e in Italia il 24 aprile 2013.